# Carter Sharer
Carter Joseph Sharer, född 23 oktober 1993 i Oakton, Virginia, är en amerikansk youtube-profil och grundare av kollektivet ”Team Rar (Team RAЯ)”.

## Sociala medier
Sharer registrerade sin självbetitlade youtube-kanal redan 2009, men den första videon lades upp 8 november 2017. På kanalen publiceras olika former av videor, mestadels utmaningar och lekar riktade till en yngre engelsktalande publik. I början av karriären gjorde han videor med sin bror Stephen Sharer, sin syster Grace och flickvännen Lizzy Capri som än idag medverkar. Tillsammans släppte de musikvideon ”Share The Love”. I november 2018 flyttade Sharer till Los Angeles för att satsa på en karriär på youtube tillsammans med sina vänner. Sedan dess medverkar även Steven Cho (”Stove’s Kitchen”), Ryan Prunty och så småningom Bailey Payne, som blev ”Dream Team” och senare ”Team Rar”. 2020 flyttade kollektivet till ett hus på Delfern Drive i Holmby Hills i Los Angeles. De flyttade senare till North Carolina.
I kanalens beskrivning står: ”I love making Rare and Ridiculous videos! Proud member and CEO of Team RAR along with Lizzy Capri, Stoves Kitchen, and Ryan Prunty!”
Visningsantalet är lågt, de flesta videor har runt 2,6 miljoner visningar, jämfört med 8,9 miljoner prenumeranter.
| Youtube   | Carter Sharer Mest visade: Antal videor: | ca 8,9 miljoner prenumeranter 2 661 112 352 visningar (totalt) 32 miljoner visningar 474 |  |
| Youtube   | Carter’s Life                            | 898 000 prenumeranter                                                                    |  |
| Instagram | @cartersharer                            | 836 000 följare                                                                          |  |

På sin andra kanal, ”Carter’s life”, publicerar Sharer vloggar och annat som inte publiceras på den primära kanalen.

## Uppväxt och utbildning
Sharer har alltid tyckt om att uppfinna saker, något som han även ofta gör på sina sociala medier. När han var 11 år fick han en svets i födelsedagspresent som han lärde sig att använda.
Sharer gick ut skolan Oakton High School 2012. Han studerade senare mekatronik, robotar och ingenjörskonst på Carnegie Mellon University i Pennsylvania där han även var med i universitetets simlag.  Han avlade examen i datateknik och dataprogrammering för robotik. Efter examen hade han svårt att få jobb, då han saknade PhD (Doctor of philosophy). Han berättade för nättidningen ”tubefilter” att han återvände till skolan för att få sitt PhD och fick så småningom ett jobb på universitetet. Där arbetade han i ett år med forskning om självkörande bilar.